# Щедрино (Крым)

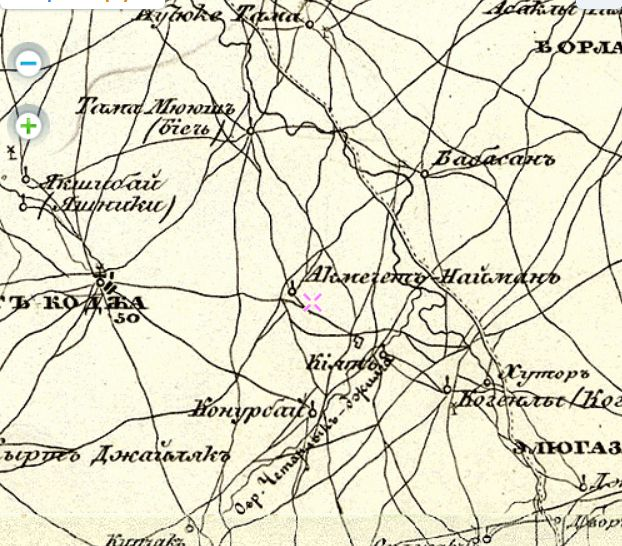
Акмечеть-Найман на карте 1842 года.

Ще́дрино (до 1948 года Акмече́ть-Найма́н; укр. Щедрине, крымскотат. Aqmeçit Nayman, Акъмечит Найман) — исчезнувшее село в Первомайском районе Республики Крым, располагавшееся на северо-востоке района, в степной части Крыма, примерно в 3 километрах западнее современного села Островское.

### Динамика численности населения
| - 1805 год — 138 чел. - 1864 год — 15 чел. - 1892 год — 125 чел. | - 1900 год — 53 чел. - 1915 год — 33/3 чел. - 1926 год — 46 чел. |

## История
Первое документальное упоминание села встречается в Камеральном Описании Крыма… 1784 года, судя по которому, в последний период Крымского ханства Найман входил в Четырлык кадылык Перекопского каймаканства.
После присоединения Крыма к Российской империи (8) 19 апреля 1783 года, (8) 19 февраля 1784 года, именным указом Екатерины II сенату, на территории бывшего Крымского ханства была образована Таврическая область и деревня была приписана к Евпаторийскому уезду. После павловских реформ, с 1796 по 1802 год входила в Акмечетский уезд Новороссийской губернии. По новому административному делению, после создания 8 (20) октября 1802 года Таврической губернии, Акмечеть-Найман был включён в состав Бозгозской волости Перекопского уезда.
По Ведомости о всех селениях в Перекопском уезде состоящих с показанием в которой волости сколько числом дворов и душ… от 21 октября 1805 года в деревне Акмечеть-Найман числилось 18 дворов, 134 крымских татар и 4 ясыров. На военно-топографической карте генерал-майора Мухина 1817 года деревня Акмечет найман обозначена с 25 дворами. После реформы волостного деления 1829 года деревню, согласно «Ведомости о казённых волостях Таврической губернии 1829 года» отнесли к Эльвигазанской волости (переименованной из Бозгозской). Видимо, вследствие эмиграции крымских татар в Турцию в начале века, деревня заметно опустела и на карте 1836 года в деревне 6 дворов, а на карте 1842 года Акмечет-Найман обозначена условным знаком «малая деревня», то есть, менее 5 дворов.
В 1860-х годах, после земской реформы Александра II, деревню приписали к Ишуньской волости того же уезда. В «Списке населённых мест Таврической губернии по сведениям 1864 года», составленном по результатам VIII ревизии 1864 года, Ак-Мечеть-Найман — владельческая деревня с 2 дворами, 15 жителями и мечетью при балкѣ Четерлыкѣ. По обследованиям профессора А. Н. Козловского начала 1860-х годов, в селении была "вода пресная в колодцах глубиною 15—20 саженей (от 31 до 42 м). На трёхверстовой карте Шуберта 1865—1876 года в деревне Акмечет-Найман 5 дворов, а, согласно «Памятной книжке Таврической губернии за 1867 год», деревня уже стояла покинутая, ввиду эмиграции крымских татар 1860—1866 года, особенно массовой после Крымской войны 1853—1856 годов, в Османскую империю, и не упомянута в «Памятной книге Таврической губернии 1889 года».
После земской реформы 1890 года Акмечеть-Найман отнесли к Джурчинской волости. Согласно «…Памятной книжке Таврической губернии на 1892 год», в, видимо, возрождённой деревне Акмечеть-Найман, не входившей ни в одно сельское общество и находящейся в собственности, было 125 жителей в 6 домохозяйствах. По «…Памятной книжке Таврической губернии на 1900 год» в деревне Акмечеть-Найман числилось 53 жителя в 9 дворах. По Статистическому справочнику Таврической губернии. Ч.II-я. Статистический очерк, выпуск пятый Перекопский уезд, 1915 год, в селе Акмечет-Найман (Шура и Гельварта) Джурчинской волости Перекопского уезда числилось 6 дворов (все дворы с землёй) с немецким населением в количестве 33 человек приписных жителей и 3 — «посторонних», по 18 мужчин и женщин. Жители владели 550 десятинами удобной земли. В хозяйствах имелось 30 лошадей, 12 коров и 25 голов мелкого скота.
После установления в Крыму Советской власти и учреждения 18 октября 1921 года Крымской АССР, в составе Джанкойского уезда был образован Курманский район, в состав которого включили село. В 1922 году уезды получили название округов. 11 октября 1923 года, согласно постановлению ВЦИК, в административное деление Крымской АССР были внесены изменения, в результате которых был ликвидирован Курманский район и село включили в состав Джанкойского. Согласно Списку населённых пунктов Крымской АССР по Всесоюзной переписи 17 декабря 1926 года, в селе Ак-Мечеть-Найман Джурчинского сельсовета Джанкойского района, числилось 12 дворов, все крестьянские, население составляло 46 человек. В национальном отношении учтено: 38 немцев и 8 русских. Постановлением ВЦИК РСФСР от 30 октября 1930 года был создан Фрайдорфский еврейский национальный район (переименованный указом Президиума Верховного Совета РСФСР № 621/6 от 14 декабря 1944 года в Новосёловский) еврейского национального района село включили в его состав, а после разукрупнения в 1935-м и образования также еврейского национального Лариндорфского (с 1944 — Первомайский) — переподчинили новому району. Вскоре после начала Великой Отечественной войны, 18 августа 1941 года крымские немцы были выселены, сначала в Ставропольский край, а затем в Сибирь и северный Казахстан.
С 25 июня 1946 года селение в составе Крымской области РСФСР. Указом Президиума Верховного Совета РСФСР от 18 мая 1948 года, Ак-Мечеть-Найман переименовали в Щедрино. Видимо, ликвидировано до 1954 года, поскольку в списках упразднённых позже сёл не значится.